# Ramona Neubert
Pour les articles homonymes, voir Neubert.
Ramona Neubert, née Ramona Göhler le 26 juillet 1958 à Pirna, est une ancienne athlète est-allemande spécialiste des épreuves combinées, qui s'est illustrée dans les années 1980 en remportant les titres de champion du monde et champion d'Europe de l'heptathlon, et en améliorant à quatre reprises le record du monde de la spécialité.

## Palmarès

### Jeux olympiques
- Jeux olympiques d'été de 1980 à Moscou :
  - 4e du pentathlon

### Championnats du monde
- Championnats du monde 1983 à Helsinki :
  -  Médaille d'or de l'heptathlon

### Championnats d'Europe
- Championnats d'Europe 1978 à Prague :
  - 6e du pentathlon
- Championnats d'Europe 1982 à Athènes :
  -  Médaille d'or de l'heptathlon